# Moss Creek Township
Moss Creek Township est un township du comté de Carroll dans le Missouri, aux États-Unis,. Le township est baptisé en référence à la rivière Moss Creek.

## Source de la traduction
- (en) Cet article est partiellement ou en totalité issu de l’article de Wikipédia en anglais intitulé « Moss Creek Township, Carroll County, Missouri » (voir la liste des auteurs).